# 2013年昆明市反对PX项目事件
2013年昆明市反对PX项目事件是指2013年5月，昆明民众反对安宁市草铺工业园区的1000万吨炼油项目引起的群体性事件。

## 事件缘由

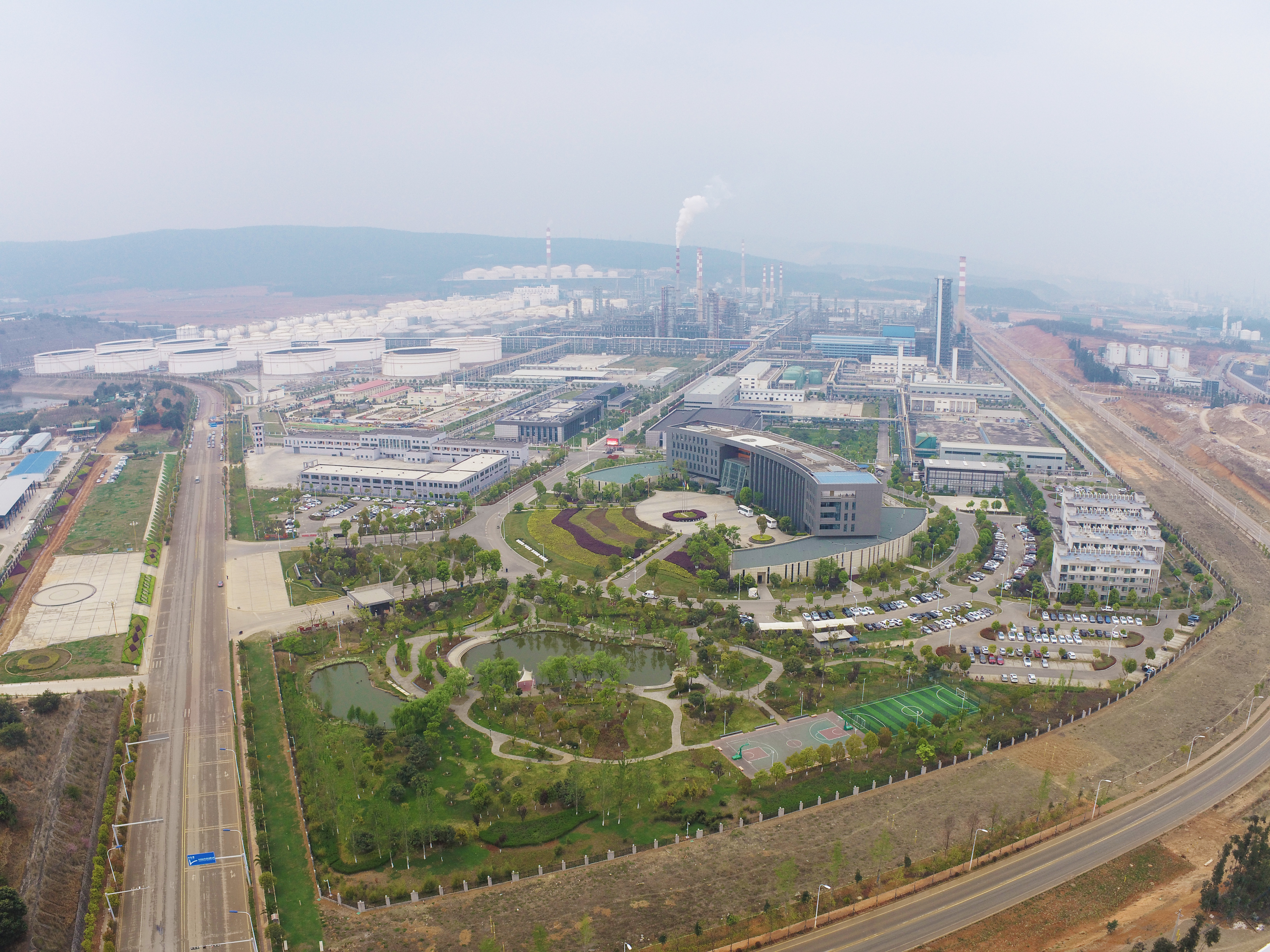
已建成的中石油云南石化有限公司炼油厂，拍摄于2023年3月

該項目規劃年炼油1,000万吨，可大大缓解中国西南地区成品油成本较高的问题。项目可行性研究报告在2013年1月获得国家的核准。计划年产100万吨對苯二甲酸（PTA）和65万吨對二甲苯（PX），投资额约200亿，形成年产值约1,000亿。該项目厂址所处的安宁市草铺街道距离昆明市市中心45公里，由于担心化工厂建成后危及民众健康，部分昆明民众在网络上发表反对声音。
昆明政府在3月29日的新闻发布会上称，副产品的处理问题，还需等待项目业主的可行性评估结果。昆明政府发言人李河流也介绍说，项目会坚持最严厉的环境监管，然而当天参加新闻发布会的相关人士并未接受记者提问。
据报道，由于该项目有巨大的GDP增长诱惑，云南省高层为争取项目做了很多努力。据相关人士提供的人事变动信息，2007年，拥有丰富化工经验的云南省副省长李新华调任中石油副总经理，他曾是云南省重点企业云天化集团的董事长和党委书记。虽然重庆早在2005年就为此项目高调宣称做了大量工作，项目最终由发改委批复落户昆明。
此外，该项目引发争议的最大问题是化工污染项目在有700多万人口的正上风方，有毒废气将被风吹到昆明，另一个实质却是困扰昆明多年的缺水和治水问题。也正是无水可用及必须千里调水的窘境，让昆明的石化项目风波截然不同于其他区域的同类事件。根据中石油的介绍，炼油项目的用水将主要取自当地政府专为项目修建的王家滩水库，水库设计容量超过年取水量，水库水量不足时则从滇池出水口螳螂川中取水净化使用。其中并没有包括配套炼化项目所需的耗水量，后者将大大超过前者。远期来看，昆明石化基地和未来城市发展的用水则押注在“滇中引水工程”上。该工程去年已通过水利部审批，正等待国家发改委批准。这个工程将从位于金沙江干流上游的德钦县奔子栏调水，经迪庆、丽江、大理、楚雄的崇山峻岭进入昆明，再分水到玉溪和红河。全程近900公里，投资约700亿元。在生态脆弱的高原修建如此巨型工程是一个巨大的冒险，项目可行性一直存在争议。反对者认为项目将对长江本身造成巨大影响，对云南产生的价值却存在不确定性。由此形象地称之为“古有‘夜郎自大’，今有‘滇中引水’”。

## 事件过程
4月18日，昆明本地环境组织“绿色流域”和“绿色昆明”，对安宁石化项目进行了首次现场调查。“绿色流域”认为，在项目推进过程中，信息披露不充分和缺乏公众信息沟通渠道是政府的不足点。当地政府及工业园区人士也在座谈中保证对此项目保持高度关注。
4月27日，据NGO工作人员Jessica所说，他们在接受培训时了解到，这个项目的隐患主要是厂址位于昆明市的上风处，废气将会排入城区。他们抗议所要达到的目的是让工厂“改址”。
4月底，民众通过短信、微博、微信、QQ群等方式开始了解到青年节下午一点半在昆明市中心的新昆百大门口进行抗议活动，其内容为：
反对PX项目活动：昆明5月4日下午13：30分、新昆百大门口文明站立，戴口罩、口罩上画“X”；不言论、不争执、不堵路、无拉圾，文明表达对家乡昆明的爱心；抵制安宁炼油厂项目！
5月4日，青年节当天下午，众多民众戴着写有黑色PX、红色叉的口罩，举着“PX……滚出昆明”、“春城拒绝污染项目”等走上昆明市街头，在南屏街广场抗议，抗议有争议的中国石油PX项目在当地落户，稍晚些时候，警察用人墙围住整个方形广场，人们只能走出，不得进入。此次抗议和平进行，并没有发生人员冲突。并且将照片发布在新浪微博和腾讯微博上，但是被微博小秘书迅速删除。当日，昆明市各高等院校接到中共昆明市委发布的通知，各高校老师学生职工等不要提及PX石化项目，通知内容包括：

1. 各师生签署承诺书，承诺不参与有关该炼油项目的集会、游行活动
2. 不通过网络手段转发、传播相关内容
3. 不在公众场合发表相关言论
4. 本人家属不参加以上活动

5月16日，群众于市中心老省政府的五华山聚集，再次游行。游行队伍途径正义坊、金碧路，最后到达西昌路。游行途中，游行队伍四次突破由警官学院学生组成的人墙，高喊“警察也是昆明人！”
在西昌路的围观市民中，有两人先后铿锵有力得喊道“市长开微博”。李文荣市长迫于无奈遍答应了下来。有趣的是，他因此成为了全中国第一个开微博的市长，此事后来成为了他的一项政绩。当时他答应的有如下两条：

1. 于次日中午12时前开通新浪微博，与网友对话，否则下台
2. 于下周三重新与市民座谈

5月23日，云南云天化和中石油云南公司澄清“况丽任职”传言。针对近段时间网上热传的“况丽成为昆明PX项目负责人”事件，云南云天化石化有限公司和中石油云南石化有限公司今日均发表声明表示“查无此人”。
5月25日，昆明市下辖的安宁市工商局发布通知，安宁市公民购买口罩必须实名登记。此事被新闻媒体曝光之后，实施了5天的口罩实名制被迫取消。
5月27日，昆明市在全市多个辖区实施“打字复印”实名制，同时禁止销售白色T恤衫，官方公布该举措的原因是为了迎接南博会而维稳：“中华人民共和国商务部和云南省人民政府共同主办的“中国-南亚博览会”将在昆明举行。”记者采访时商店老板表示：“都是领导交代下来的。”

## 市民诉求
在几个环保组织的宣传下，市民渐渐了解炼油项目对环境以及健康的危害。许多信息是在政府决策后，甚至第一次游行后被动公开的，导致公众对其不信任。由此市民开始了各种诉求，首先是要求PX项目撤出昆明；其次扩展到整个炼油厂项目撤出昆明；但也有市民表示事已至此，应该在提高安全标准的情况下建设。

## 官方处理
面对昆明市公民的抗议，昆明市市长李文荣承诺：“大多数群众说不上，市人民政府就决定不上。”

## 社会舆论

### 媒体舆论
《人民日报》的新浪微博发表博文说：“石化项目引发的争议，固然有损昆明的形象，然而防民之口甚于防川，只会使裂痕加深、矛盾积累。以包容心态对待不同意见、以开放姿态充分沟通协商，才会避免对立冲突、修复官民互信”
光明网专文《昆明“实名制”：维稳已经黔驴技穷？》指出昆明市人民政府用口罩实名制的做法维稳，是黔驴技穷。
《长沙晚报》专文《“口罩实名制”能罩住什么 》指出“绝不应容忍‘口罩实名制’这样疯狂的规定。一个很显然的道理是，今天买口罩要实名，明天买胸罩就会实名；今天容忍这种荒诞的做法，明天权力之手就敢伸向你的被窝。权力不受限制，权利必然举步维艰。口罩实名制，吓阻不了公民表达愿望的诉求；口罩实名制，也罩不住色厉内荏的权力怪胎。”
《京华时报》刊登陆文江专文，指出“口罩实名制有违简政放权”。